# سمكة المهرج الظربان البرتقالي
سمكة المهرج الظربان البرتقالي (الإسم العلمي:Amphiprion sandaracinos)، هو نوع من الأسماك يتبع جنس سمكة المهرج من فصيلة البوماسنتريدي. تتميز بوجود شريط أبيض على الحافة العلوية الظهرية.